# Луций I
Луций I е римски папа за осем месеца – 25 юни 253 г. до 5 март 254 г.
Роден е в Рим на неизвестна дата. Нищо не се знае за семейството му, освен че баща му се казва Порфириан. Избран е за папа навярно на 25 юни.
Почитан е на 4 март, датата на смъртта му.